# Tchokhataouri (municipalité)
La municipalité de Tchokhataouri (en géorgien : ჩოხატაურის მუნიციპალიტეტი) est un district de la région de Gourie en Géorgie, dont la ville principale est Tchokhataouri. 

## Géographie
Il comprend la ville elle-même et une soixantaine de villages avoisinants, sur une superficie de 824 km2 pour une population de 19 001 habitants (selon le recensement de 2014).

### Subdivision
| A - B - C - D - E - F - G - H - I - J - K - L - M - N - O - P - Q - R - S - T - U - V - W - X - Y - Z |

| Commune                | Nom géorgien      | Statut de la communauté |
| ---------------------- | ----------------- | ----------------------- |
| A                      |                   |                         |
| Amaghleba              | ამაღლება          | Village                 |
| Akhalcheni             | ახალშენი          | Village                 |
| B                      |                   |                         |
| Bassileti              | ბასილეთი          | Village                 |
| Bjolieti               | ბჟოლიეთი          | Village                 |
| Boukistsikhe           | ბუკისციხე         | Village                 |
| Bouknari               | ბუკნარი           | Village                 |
| Boukssieti             | ბუქსიეთი          | Village                 |
| Bournati               | ბურნათი           | Village                 |
| C                      |                   |                         |
| Choua Amaghleba        | შუა ამაღლება      | Village                 |
| Choua Partskhma        | შუა ფარცხმა       | Village                 |
| Choua Sourebi          | შუა სურები        | Village                 |
| Choubani               | შუბანი            | Village                 |
| Chvelaour-Tsitsibaouri | შველაურ-ციციბაური | Village                 |
| D                      |                   |                         |
| Dablatsikhe            | დაბლაციხე         | Village                 |
| Djvartskhma            | ჯვარცხმა          | Village                 |
| G                      |                   |                         |
| Gaghma Dobiro          | გაღმა დობირო      | Village                 |
| Gamoghma Dobiro        | გამოღმა დობირო    | Village                 |
| Gantiadi               | განთიადი          | Village                 |
| Gogolessoubani         | გოგოლესუბანი      | Village                 |
| Gogoouri               | გოგოური           | Village                 |
| Goraberejoouli         | გორაბერეჟოული     | Village                 |
| Gouristqe              | გურისტყე          | Village                 |
| Goutouri               | გუთური            | Village                 |
| I                      |                   |                         |
| Ianeouli               | იანეული           | Village                 |
| Intaboueti             | ინტაბუეთი         | Village                 |
| K                      |                   |                         |
| Kalagoni               | კალაგონი          | Village                 |
| Khevi                  | ხევი              | Village                 |
| Khidistavi             | ხიდისთავი         | Village                 |
| Kokhnari               | კოხნარი           | Village                 |
| Kvabgha                | ქვაბღა            | Village                 |
| Kvemo Erketi           | ქვემო ერკეთი      | Village                 |
| Kvemo Ontchiketi       | ქვემო ონჭიქეთი    | Village                 |
| Kvenobani              | ქვენობანი         | Village                 |
| M                      |                   |                         |
| Mamoulari              | მამულარი          | Village                 |
| Metsieti               | მეწიეთი           | Village                 |
| N                      |                   |                         |
| Nabeghlavi             | ნაბეღლავი         | Village                 |
| Nakadouli              | ნაკადული          | Village                 |
| S                      |                   |                         |
| Sameba                 | სამება            | Village                 |
| Saqvavistqe            | საყვავისტყე       | Village                 |
| Satchamiaseri          | საჭამიასერი       | Village                 |
| T                      |                   |                         |
| Tavpanta               | თავპანტა          | Village                 |
| Tchakitaouri           | ჩაკიტაური         | Village                 |
| Tchala-Kadagaouri      | ჭალა-ქადაგაური    | Village                 |
| Tchatchieti            | ჭაჭიეთი           | Village                 |
| Tchkhakooura           | ჩხაკოურა          | Village                 |
| Tchokhataouri          | ჩოხატაური         | Commune urbaine         |
| Tchometi               | ჩომეთი            | Village                 |
| Tkhilagani             | თხილაგანი         | Village                 |
| Tavsourebi             | თავსურები         | Village                 |
| Tobakhtcha             | ტობახჩა           | Village                 |
| Tsipnagvara            | წიფნაგვარა        | Village                 |
| Tsipnari               | წიფნარი           | Village                 |
| Tsitelgora             | წითელგორა         | Village                 |
| V                      |                   |                         |
| Vani                   | ვანი              | Village                 |
| Vaziani                | ვაზიანი           | Village                 |
| Z                      |                   |                         |
| Zemo Erketi            | ზემო ერკეთი       | Village                 |
| Zemo Ontchiketi        | ზემო ონჭიქეთი     | Village                 |
| Zemo Partskhma         | ზემო ფარცხმა      | Village                 |
| Zemo Sourebi           | ზემო სურები       | Village                 |
| Zenobani               | ზენობანი          | Village                 |
| Zomleti                | ზომლეთი           | Village                 |
| Zoti                   | ზოტი              | Village                 |

## Patrimoine
Le district abrite plusieurs monuments historiques, par exemple la forteresse médiévale de Boukistsikhe.
Dans le complexe monastique d'Oudabno, l'église de la Vierge conserve une Elévation de la Croix.
On note l'ensemble montagneux de Bakhmaro, fameux pour ses villages sur pilotis au milieu des montagnes. L'eau minérale  Nabeglavi et les sources de Bakhmaro sont mises en bouteille par l'entreprise Healthy Water Ltd. de Tchokhataouri.

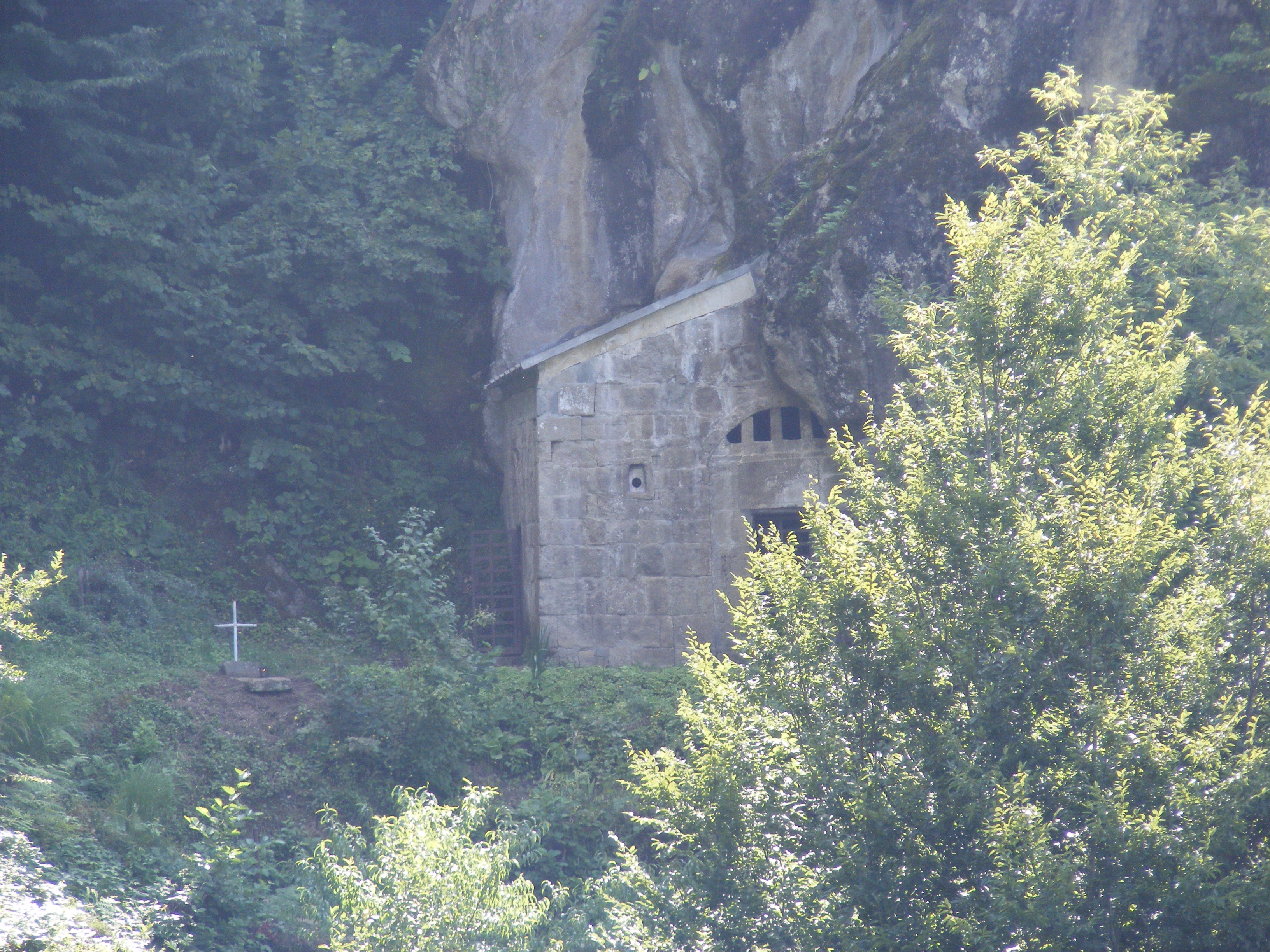
église du monastère d'Oudabno
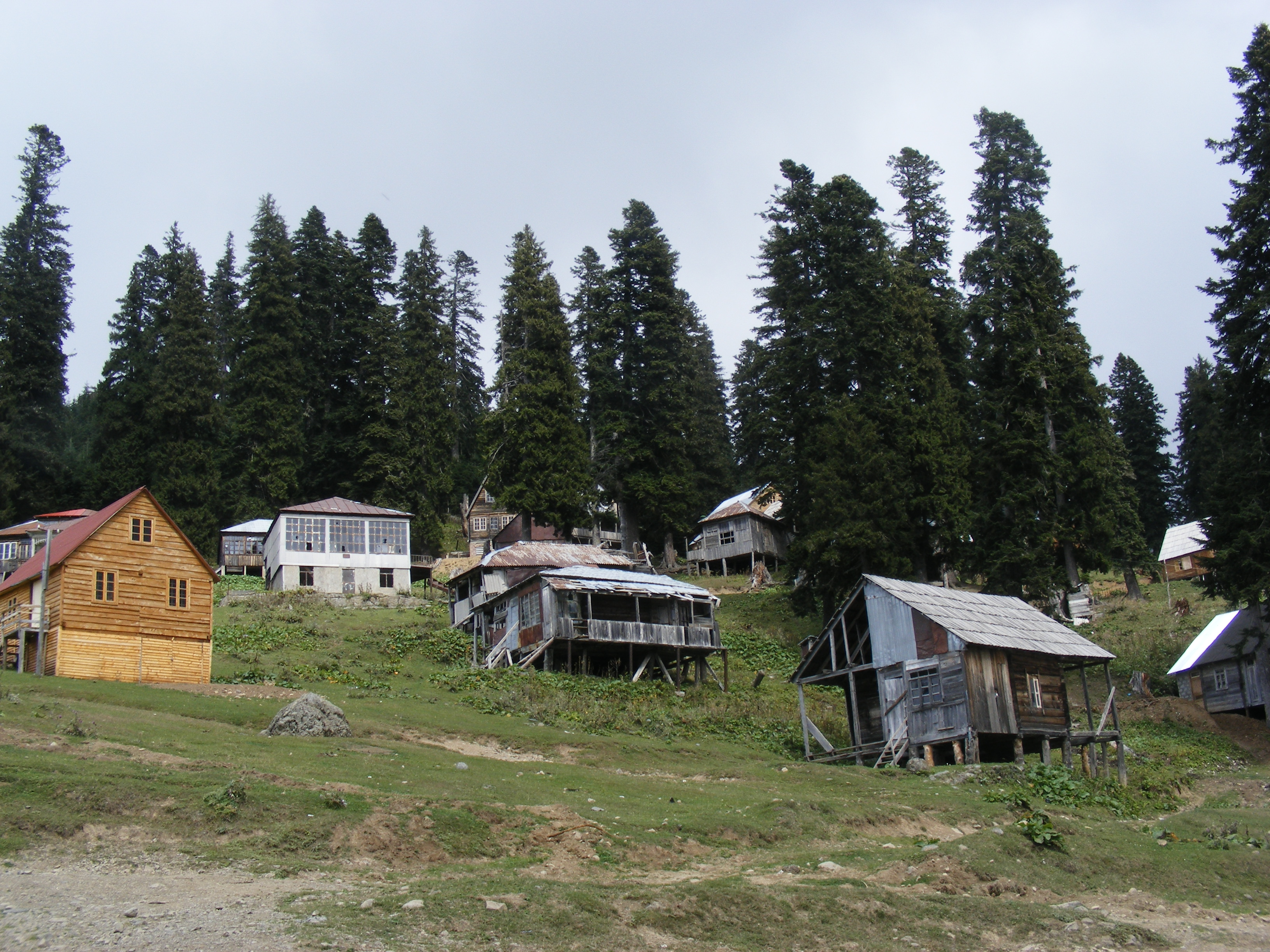
villages sur pilotis de Bakhmaro